# Надсвітлові подорожі та комунікації
Надсвітлові подорожі та комунікації — це гіпотетичні форми пересування та передачі інформації, що відбуваються зі швидкістю, більшою за швидкість світла у вакуумі. Такі ідеї виходять за межі сучасної фізики, але залишаються предметом активних теоретичних досліджень і популярної культури.

## Історія ідей
Перші уявлення про можливість перевищення швидкості світла виникли ще у XIX столітті у контексті класичної механіки. З відкриттям спеціальної теорії відносності Альберта Ейнштейна (1905), така можливість була поставлена під сумнів, оскільки швидкість світла визнано фундаментальною межею. У 1960-х роках з'являється поняття тахіонів — гіпотетичних частинок, що завжди рухаються швидше світла. Проте їхнє існування не підтверджено експериментально.

## Теоретичні моделі

### Кротові нори

Схематичне зображення кротової нори

У рамках загальної теорії відносності виникла концепція кротових нір — «тунелів» у просторі-часі, що могли б з'єднувати віддалені точки Всесвіту. Кіп Торн і його колеги у 1980-х розробили моделі стабільних кротових нір, але вони потребують так званої «екзотичної матерії» з негативною енергією.

### Варп-бульбашки

Схема «варп-бульбашки» Алькуб'єрре

У 1994 році фізик Мігель Алькуб'єрре запропонував математичну модель «варп-бульбашки», яка дозволяє переміщати простір-час навколо корабля, зберігаючи локально субсвітлову швидкість. Подальші дослідження (Bobrick & Martire, 2021) показали можливість більш «реалістичних» моделей, але необхідні енергетичні вимоги залишаються гігантськими.

### Тахіони
Тахіони — гіпотетичні частинки з уявною масою, які могли б передавати сигнали швидше світла. Проте їхня взаємодія з реальною матерією призводить до парадоксів і порушення причинності.

## Парадокси
Надсвітлові подорожі та комунікації стикаються з рядом логічних проблем:
- Парадокс дідуся: можливість повернення в минуле та зміни власної історії.
- Проблема причинності: передача інформації назад у часі.
- Енергетичні бар'єри: утворення варп-бульбашки вимагає енергії порядку маси Юпітера.

## Сучасні дослідження
- Дослідження «надсвітлових» групових швидкостей у лазерах (1990-ті).
- NASA Breakthrough Propulsion Physics Program (1996—2002).
- Статті 2020-х років про «фізично реалізовані варп-бульбашки» (Bobrick & Martire, 2021).

## Комунікації
Хоча пряма надсвітлова передача інформації неможлива, існують теоретичні й практичні напрямки:
- Квантова телепортація — передача квантових станів без передачі інформації швидше світла.
- Використання міжзоряних лазерів та антен для комунікацій на великі відстані (SETI).

## У культурі

Варп-ядро у серіалі «Star Trek»

- «Star Trek» — концепція варп-двигуна.
- «Star Wars» — гіперпросторові подорожі.
- «Interstellar» (2014) — науково обґрунтоване використання кротових нір, консультант — Кіп Торн.
- Твори Станіслава Лема та Герберта Веллса активно використовують теми надсвітлового зв'язку.